# 罗塔尔明斯特
罗塔尔明斯特（德語：Rotthalmünster，發音：[ʁɔtaːlˈmʏnstɐ]）是德国巴伐利亚州下巴伐利亚行政区帕绍县的市镇，面积44.55平方千米，2023年12月31日人口为4,971人。